# Taenioides esquivel
A Taenioides esquivel a csontos halak (Osteichthyes) főosztályának a sugarasúszójú halak (Actinopterygii) osztályába, ezen belül a sügéralakúak (Perciformes) rendjébe, a gébfélék (Gobiidae) családjába és az Amblyopinae alcsaládjába tartozó faj.

## Előfordulása
A Taenioides esquivel előfordulási területe az Indiai-óceán nyugati és az Atlanti-óceán délkeleti részén van. A mozambiki Delagoa-öböltől a dél-afrikai köztársasági Transkeig található meg.

## Megjelenése
Ez a hal legfeljebb 29,2 centiméter hosszú.

## Életmódja
Iszaplakó szubtrópusi gébféle, amely egyaránt megél a sós- és brakkvízben is. A tenger partok közelségét és a folyótorkolatokat kedveli.